# تیسبری غربی (ماساچوست)
تیسبری غربی، ماساچوست
تیسبری غربی(به انگلیسی: West Tisbury) شهرکی در شهرستان دوکز ایالت ماساچوست می‌باشد که در سال ۱۸۹۲ بنیان‌گذاری شده‌است. این شهرک در سرشماری سال ۲۰۱۰ میلادی، ۲٬۷۴۰ نفر جمعیت داشته‌است.